# Dolistowo Nowe
Dolistowo Nowe – wieś w Polsce położona w województwie podlaskim, w powiecie monieckim, w gminie Jaświły. 
W latach 1975–1998 miejscowość administracyjnie należała do województwa białostockiego. We wsi zabytkowe drewniane spichrze chłopskie.
Wierni kościoła rzymskokatolickiego należą do parafii św. Wawrzyńca w Dolistowie.

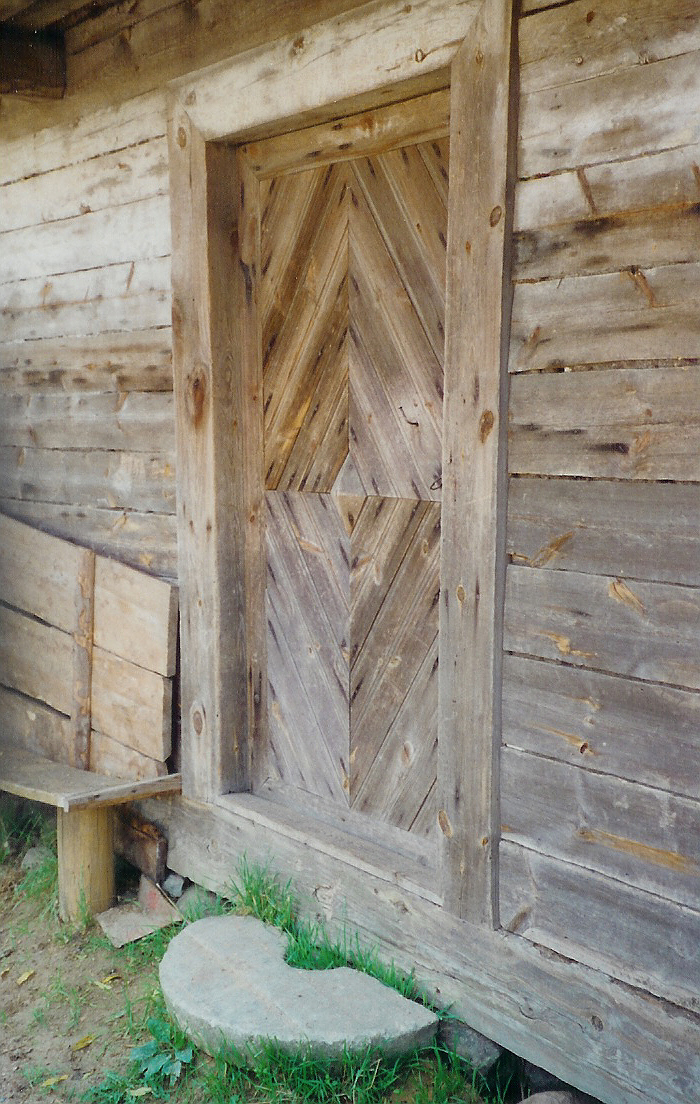
Drzwi spichlerza. Jako stopnień użyto połówkę kamienia żarnowego